# Воскоїд строкатий
Воскої́д строка́тий (Indicator variegatus) — вид дятлоподібних птахів родини воскоїдових (Indicatoridae).

## Поширення
Вид поширений у Південній і Східній Африці від південного узбережжя ПАР до Ефіопії.

## Спосіб життя
Живиться бджолиним воском, яйцями і личинками бджіл, різними комахами, в тому числі мухами, жуками та їхніми яйцями.